# Alexandru Bădiță
Alexandru Bădiță (n. 2 octombrie 1937, București, România) este un jucător român de polo pe apă. A concurat la Jocurile Olimpice de vară din 1956 și la Jocurile Olimpice de vară din 1960.